# سدیم بی‌سولفیت
سدیم بی‌سولفیت یا سدیم هیدروژن سولفیت، یک ترکیب شیمیایی با فرمول شیمیایی NaHSO۳ است. سدیم بی‌سولفیت یک افزودنی غذایی در ردیف E با شماره E۲۲۲ است. این نمک را می توان توسط عبور دادن دی اکسید گوگرد از محلول سدیم کربنات در آب تهیه نمود.